# Dinotrema kamtshaticum
Dinotrema kamtshaticum är en stekelart som beskrevs av Vladimir Ivanovich Tobias 2003. Dinotrema kamtshaticum ingår i släktet Dinotrema och familjen bracksteklar. Inga underarter finns listade i Catalogue of Life.